# Nacaduba cladara
Nacaduba cladara är en fjärilsart som beskrevs av Holland 1900. Nacaduba cladara ingår i släktet Nacaduba och familjen juvelvingar. Inga underarter finns listade i Catalogue of Life.